# ابوبکاری کویتا
ابوبکاری کویتا (انگلیسی: Aboubakary Koita؛ زادهٔ ۲۰ سپتامبر ۱۹۹۸) بازیکن فوتبال اهل موریتانی است.
از باشگاه‌هایی که در آن بازی کرده‌است می‌توان به باشگاه فوتبال خنت اشاره کرد.
وی همچنین در تیم ملی فوتبال موریتانی بازی کرده‌است.